# Hendrik Apetz
Hendrik Apetz (* 26. März 1910 in Emden; † 26. Februar 2011 ebenda) war ein deutscher Unternehmer.

## Leben
Der gebürtige Emder Hendrik Apetz wandte sich nach dem Abitur dem Studium der Rechtswissenschaften an der Ernst-Moritz-Arndt-Universität Greifswald zu, dort erfolgte 1933 seine Promotion zum Dr. jur. Während seines Studiums wurde er 1929 Mitglied der Bonner Burschenschaft Frankonia.
Nachdem er nach seinem Studium diverse berufliche Aufgaben wahrgenommen hatte, wurde er 1946 zum Alleinvorstand der Emder Heringsfischerei bestellt. Nach der Zusammenlegung mit der Leerer Heringsfischerei im Jahr 1961 wurde Hendrik Apetz in den Vorstand gewählt. Apetz bekleidete darüber hinaus seit 1974 einige Jahre lang das Amt des Geschäftsführers der Emder Küstenschiffahrt GmbH. Im Jahr 1966 erfolgte seine Ernennung zum Vorsitzenden der Emder Kaufmannschaft, eine Funktion, welche er bis 1979 versah. Hendrik Apetz führte von 1971 bis 1973 den Vorsitz der Vereinigung der niedersächsischen Industrie- und Handelskammern, zeitgleich gehörte er auch dem Vorstand des Deutschen Industrie- und Handelskammertages an. Er war überdies als Königlich Schwedischer Konsul (Vizekonsul  bis 1965) für den Regierungsbezirk Aurich 1951–1980 eingesetzt.
Daneben zeichnete Apetz maßgeblich verantwortlich für den Wiederaufbau der Industrie- und Handelskammer für Ostfriesland und Papenburg (IHK) nach dem Ende des Zweiten Weltkriegs. Im Jahr 1947 erfolgte seine Wahl in die erste Vollversammlung, zugleich wurde er zum Mitglied des Präsidiums bestellt. 1961 wurde ihm das Präsidentenamt übertragen, welches er 1982 niederlegte. Im Anschluss wurde er in Anerkennung seiner besonderen Verdienste für die regionale Wirtschaft zum Ehrenpräsidenten ernannt.

## Publikation
- Die Grenzen der parlamentarischen Geschäftsordnungsautonomie, Dissertation, Davids, Emden (Ostfriesland), 1933, DNB 571764495